# Aethozoon
Aethozoon is een monotypisch mosdiertjesgeslacht uit de familie van de Aethozoidae en de orde Ctenostomatida. De wetenschappelijke naam ervan is in 1978 voor het eerst geldig gepubliceerd door Hayward.

## Soort
- Aethozoon pellucidum Hayward, 1978